# Liquidierbarkeit
Liquidierbarkeit (aus lateinisch liquidare, „flüssig machen“) ist in der Wirtschaft die Möglichkeit, Vermögensgegenstände in Bargeld umwandeln zu können.

## Allgemeines
Das Verb „liquidieren“ tauchte ersichtlich erstmals im Jahre 1501 in der Bedeutung von „auflösen, hinrichten“ auf. Um 1600 erhielt es in der Kaufmannssprache den Inhalt „eine Rechnung aufstellen“, was heute noch bei Ärzten als Privatliquidation gebräuchlich ist. Der Begriff Liquidation dagegen wird heute ausschließlich für die Abwicklung von Gesellschaften verwendet und nicht mehr für die Hinrichtung von Menschen.
Die von Harold G. Moulton 1918 entwickelte Shiftability-Theorie geht davon aus, dass die Liquidität der Kreditinstitute nicht von deren Refinanzierung abhängt, sondern vielmehr durch die Liquidierbarkeit ihrer Vermögenswerte in liquide Mittel bestimmt wird. Solche Vermögenswerte können durch ihre Abtretbarkeit (englisch shiftability) in Primärliquidität verwandelt werden. Seit diesem Aufsatz wird Liquidierbarkeit mit diesem Begriffsinhalt verbunden.

## Bilanzierung
Ein Vermögensgegenstand ist umso liquider, je schneller er ohne bedeutende Wertminderung (Disagio) in Zahlungsmittel umgewandelt werden kann (Liquidierungsdauer). Liquidierbarkeit betrifft also die Geldnähe eines Vermögensgegenstands, durch Veräußerung oder Beleihung möglichst verlustfrei in Geld umgewandelt werden zu können.
Die Bilanz von Nichtbanken enthält auf der Aktivseite gemäß § 266 Abs. 2 HGB die nach ihrer Liquidierbarkeit geordneten Vermögensgegenstände. Die Bilanzpositionen sind nach abnehmender Kapitalbindungsdauer, also mit ansteigender Liquidierbarkeit geordnet. Am schwersten liquidierbar sind Gegenstände des Anlagevermögens (wie Grundstücke oder technische Anlagen und Maschinen in § 266 Abs. 2 lit. A I und A II HGB), am leichtesten liquidierbar sind der Kassenbestand (Bargeld ist bereits die höchste Liquidierbarkeitsstufe) oder Bankguthaben aus § 266 Abs. 2 lit. B IV HGB. Umgekehrt ist es bei Bankbilanzen, die dem nach § 2 RechKredV vorgeschriebenen Gliederungsschema folgen und sich auf der Aktivseite am Ordnungsprinzip der Liquidierbarkeit orientieren, so dass die Aktiva mit den liquidesten Bilanzpositionen wie Barreserve und Kassenbestand beginnen.

## Liquidierbarkeit bei Immobilienfonds
Während der Finanzkrise 2007 wurden offene Immobilienfonds Opfer ihrer jederzeitigen Liquidierbarkeit. Sie sahen sich mehr Rücknahmeanträgen (Verkaufsorders) gegenüber als sie aus ihrer Liquiditätsreserve bedienen konnten, so dass sie die Rücknahme noch bis 2011 aussetzen mussten. Heute ist in § 98 KAGB als Grundsatz vorgesehen, dass jedem Anleger auf Wunsch maximal zweimal im Monat seine Immobilienanteile am Sondervermögen ausgezahlt werden müssen und dass die Kapitalverwaltungsgesellschaft die Rücknahme der Anteile aussetzen darf, wenn außergewöhnliche Umstände vorliegen, die eine Aussetzung unter Berücksichtigung der Interessen der Anleger erforderlich erscheinen lassen. Dabei ist zu berücksichtigen, dass Anteilrückgaben bei Immobilien-Sondervermögen erst nach Ablauf einer Mindesthaltefrist von 24 Monaten möglich sind, Anteilrückgaben unter Einhaltung einer Rückgabefrist von 12 Monaten durch eine unwiderrufliche Rückgabeerklärung gegenüber der Kapitalanlagegesellschaft zu erklären sind; die Frist zur Rücknahmeaussetzung bei fehlender Liquidität des Fonds beträgt 36 Monate. Reicht diese Frist nicht, erlischt das Recht der Kapitalanlagegesellschaft, den Fonds zu verwalten (§ 255 KAGB, § 257 KAGB).

## Wirtschaftliche Aspekte
Die Liquidität besteht aus drei Teilaspekten, der Zahlungsfähigkeit, der Liquiditätsreserve und der Liquidierbarkeit. Die Zahlungsfähigkeit ist gewährleistet, wenn der Zahlungspflichtige jederzeit seinen Zahlungsverpflichtungen uneingeschränkt nachkommen kann. Jeder beliebige Vermögensgegenstand – auch ungenutzte Kreditzusagen – erfüllt die Funktion einer Liquiditätsreserve (Zahlungsmittelbestand), wenn er kurzfristig liquidierbar ist und zu zusätzlichen Einnahmen führt; Liquidierbarkeit ist eine Eigenschaft der Liquiditätsreserven. Bei der Liquidierbarkeit ist die Zeitgröße der Liquidationsdauer zu berücksichtigen. Liquidierbarkeit setzt funktionsfähige Märkte mit hoher Marktliquidität voraus. Je höher die Transaktions- und Informationskosten sind, umso schlechter wird die Liquidierbarkeit.
Ein Notverkauf findet unter Zeitdruck statt, so dass die erforderliche Liquidationsdauer meist nicht erreicht werden kann und deshalb mit Wertminderungen zu rechnen ist, die bei ausreichender Liquidationsdauer nicht eingetreten wären.